# Tetraacetyloetylenodiamina
Tetraacetyloetylenodiamina (TAED) – organiczny związek chemiczny z grupy imidów; tetraacetylowa pochodna etylenodiaminy.
Związek ten jest wykorzystywany w środkach piorących i wybielaczach jako tzw. aktywator wybielania. Nadtlenki (np. nadwęglan sodu, Na2CO3·1,5H2O2 i nadboran sodu, Na2H4B2O8) dodawane do środków piorących i wybielających oraz generowany przez nie nadtlenek wodoru nie działają wybielająco poniżej 60 °C. Nadtlenek wodoru reaguje z tetraacetyloetylenodiaminą wytwarzając kwas nadoctowy zdolny do działania jako wybielacz w niskich temperaturach: